# اکالیپتوس نیلی
اکالیپتوس نیلی (نام علمی: Eucalyptus globulus) نام یک گونه از سرده اکالیپتوس، درختی به ارتفاع بیش از ۶۰ متر است که در رویشگاه‌های طبیعی و با شاخه‌های جوان و برگ‌های سفید نقره‌ای است.
برگ‌های جوان آن متقابل به طول ۷/۵ تا ۱۵ سانتی‌متر و به عرض ۳ تا ۶ سانتی‌متر و قلبی‌ـ تخم‌مرغی‌اند و برگ‌های مسن آن متناوب و باریک و سبز تیرهٔ براق و سرنیزه‌ای آویخته‌اند و دُم‌برگ‌های بلند به طول ۱۵ تا ۳۰ سانتی‌متر و به عرض ۲/۵ تا ۳/۵ سانتی‌متر دارند، گل‌ها محوری به تعداد ۱ تا ۳ و نزدیک به هم و بی‌دُمگل‌اند.